# ال‌آباد (قره‌قالپاقستان)
ال‌آباد (به ازبکی: Elobod) یک منطقهٔ مسکونی در ازبکستان است که در شهرستان قونغیرات واقع شده‌است. ال‌آباد ۲٬۶۵۵ نفر جمعیت دارد.